# Harry Stoneham
Henry „Harry“ James Stoneham (* 1930 in London; † Dezember 2018) war ein britischer Jazz- und Unterhaltungsmusiker (Orgel, Keyboard, Komposition).

## Leben und Wirken
Harry Stoneham begann mit sieben Jahren Piano zu lernen. Er studierte am London College of Music und wandte sich 1962 der Orgel zu. Mit dem Schlagzeuger Johnny Eyden, den er in einem Pub im Londoner Vorort Brixton kennengelernt hatte, veröffentlichte er 1967 bei Tepee mit Two Fellas to Follow ein erstes Album. In den folgenden Jahren nahm er – teilweise unter Pseudonymen wie Bob Benson, Dick Hunter und Ted Nord – eine Reihe von Alben auf, unter Bandbezeichnungen wie Dick Hunter with the 4 Rhythm, Harry Stoneham, His Organ and His Orchestra, The Dick Hunter Five, The Harry Stoneham Sound und The Ted Nord Sound. In den Abbey Road Studios entstand 1992 das Jazz-orientierte Trioalbum Live at Abbey Road, eingespielt mit Paul Morgan (Bass) und Terry Jenkins (Schlagzeug).
In den 1960er Jahren arbeitete Stoneham mit mehreren namhaften Bands der Unterhaltungsmusik, insbesondere der von Johnny Howards. In Großbritannien war er am bekanntesten aufgrund seiner Mitwirkung in den BBC-Fernseh-Talkshows von zunächst Michael Parkinson und ab 1982 von Terry Wogan, in denen er als musikalischer Leiter der Band fungierte.
Des Weiteren schrieb Stoneham Musik für das Fernsehen, darunter die Fernsehserien Fresh Fields (1984), Full House (1985) und die Comedy-Show des Komikerduos Stephen Fry und Hugh Laurie, A Bit of Fry & Laurie (1987). Er wurde auch als Demonstrator für die Firma Lowrey Organs engagiert.

## Diskographische Hinweise
- Harry Stoneham and the Midnite Blue: Late Night Lowrey (Polydor, 1970)
- High Power Hammond (Columbia, 1970)
- Hammond Heatwave (EMI, 1975)
- Elka & Harry Stoneham: A Musical Revolution (ELKA, 1982)